# Кругляк (озеро)
Кругляк — озеро на побережье залива Сиваш, расположенное на территории Генического района (Херсонская область, Украина). Площадь — 2,6 км². Тип общей минерализации — солоноватое. Происхождение — лагунное. Группа гидрологического режима — сточное.

## География
Длина — 2,2 км, ширина наибольшая — 1,5 км. Котловина овальной формы, немного вытянутой с севера на юг. Берега низменные.
Озеро расположено на безымянном полуострове на побережье залива Сиваш — южнее села Заозёрное. От залива озеро отмежёвано земляной дамбой длиной 450 м и шириной по верху 4 м. В озеро впадает канал оросительной системы. Вытекает канал, впадающий в Сиваш.
Питание за счёт приёма вод оросительной системы. Уровень воды зависит от стока в залив Сиваш. Вода солоноватая вследствие вымывания солей с донных илистых отложений.

## Природа
Озеро используется для рыборазведения.